# Lijst van moerasschildpadden
Onderstaand een lijst van soorten schildpadden uit de familie moerasschildpadden (Emydidae). Er zijn 52 soorten die verdeeld worden in 12 geslachten. Vijf geslachten zijn monotypisch, wat betekent dat ze slechts door een enkele soort worden vertegenwoordigd. 
- Soort Actinemys marmorata
- Soort Chrysemys dorsalis
- Soort Chrysemys picta
- Soort Clemmys guttata
- Soort Deirochelys reticularia
- Soort Emydoidea blandingii
- Soort Emys orbicularis
- Soort Emys trinacris
- Soort Glyptemys insculpta
- Soort Glyptemys muhlenbergii
- Soort Graptemys barbouri
- Soort Graptemys caglei
- Soort Graptemys ernsti
- Soort Graptemys flavimaculata
- Soort Graptemys geographica
- Soort Graptemys gibbonsi
- Soort Graptemys nigrinoda
- Soort Graptemys oculifera
- Soort Graptemys ouachitensis
- Soort Graptemys pearlensis
- Soort Graptemys pseudogeographica
- Soort Graptemys pulchra
- Soort Graptemys versa
- Soort Malaclemys terrapin
- Soort Pseudemys alabamensis
- Soort Pseudemys concinna
- Soort Pseudemys gorzugi
- Soort Pseudemys nelsoni
- Soort Pseudemys peninsularis
- Soort Pseudemys rubriventris
- Soort Pseudemys texana
- Soort Terrapene carolina
- Soort Terrapene coahuila
- Soort Terrapene mexicana
- Soort Terrapene nelsoni
- Soort Terrapene ornata
- Soort Trachemys adiutrix
- Soort Trachemys callirostris
- Soort Trachemys decorata
- Soort Trachemys decussata
- Soort Trachemys dorbigni
- Soort Trachemys emolli
- Soort Trachemys gaigeae
- Soort Trachemys grayi
- Soort Trachemys nebulosa
- Soort Trachemys ornata
- Soort Trachemys scripta
- Soort Trachemys stejnegeri
- Soort Trachemys taylori
- Soort Trachemys terrapen
- Soort Trachemys venusta
- Soort Trachemys yaquia